# Megalomyrmex staudingeri
Megalomyrmex staudingeri är en myrart som beskrevs av Carlo Emery 1890. Megalomyrmex staudingeri ingår i släktet Megalomyrmex och familjen myror. Inga underarter finns listade i Catalogue of Life.